# Tiempo final
Tiempo final è una serie televisiva argentina prodotta dal 2000 al 2002.

## Episodi
| Stagione         | Episodi | Prima TV originale | Prima TV Italia |
| ---------------- | ------- | ------------------ | --------------- |
| Prima stagione   | 22      |                    |                 |
| Seconda stagione | 21      |                    |                 |
| Terza stagione   | 26      |                    |                 |

## Riconoscimenti
Sia gli attori che la serie hanno ricevuto alcune nomination e anche alcune vittorie al Premio Martín Fierro del 2000, 2001 e del 2002.